# Sonate K. 193
La sonate K. 193 (F.145/L.142) en mi bémol majeur est une œuvre pour clavier du compositeur italien Domenico Scarlatti.

## Présentation
La sonate K. 193 en mi bémol majeur, liée à la sonate précédente, est notée Allegro dans le manuscrit de Parme, mais sans indication pour celui de Venise, tout comme sa consœur. Après une sage sonate de style galant, il s'agit d'une des pièces parmi les plus étonnantes − voire modernistes − que Scarlatti ait jamais écrites. Comme dans certaines musiques de Bartók, deux cents ans plus tard, les harmonies sont mystérieuses et agitées, semblant figées dans le temps.
« L'ouverture commence par une danse légère et coquette, puis elle prend soudain un caractère de sanglots et de supplications qui alternent avec les accents nonchalants du début », écrit Wanda Landowska.

## Manuscrits
Les sources principales sont le numéro 22 du volume II (Ms. 9773) de Venise (1749) et Parme IV 17 (Ms. A. G. 31409).

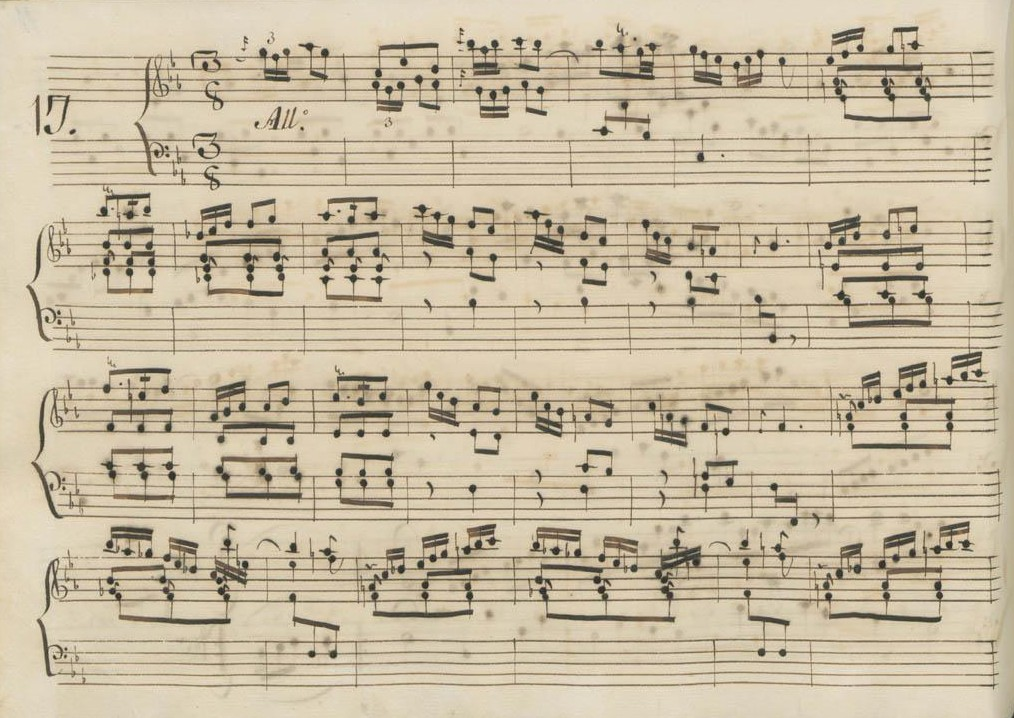
Parme IV 17.
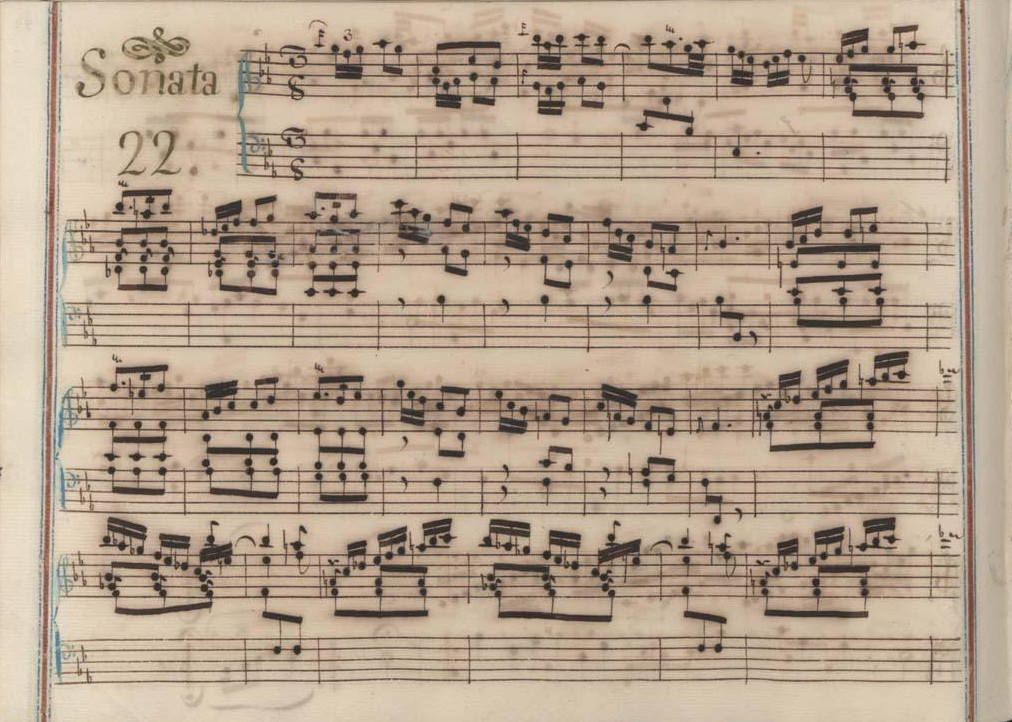
Venise II 22.

## Interprètes
La sonate K. 193 est interprétée par les pianistes suivants : Kathleen Long (1950, Decca), Clara Haskil (c.1946, BBC/Tahra ; Philips ; 1950, DG/Westminster et concert 1953), Sándor Falvai (1969, Hungaroton), Anne Queffélec (1970, Erato), Christian Zacharias (1984, EMI), Fou Ts'ong (1984, Meridian), Alexis Weissenberg (1985, DG), Peter Katin (1985, Claudio Records), Heidi Kommerell (1985, Audite), Agnès Gillieron (Calliope), Racha Arodaky (2007, Zig-Zag Territoires), Gerda Struhal (2007, Naxos, vol. 12), Olivier Cavé (2008, Æon), Carlo Grante (vol. 1) et Michelangelo Carbonara (2010, Brilliant Classics). Au clavecin, elle est défendue par Wanda Landowska (1934), Scott Ross (1985, Erato), Gustav Leonhardt (1978, Séon/Sony), Richard Lester (2001, Nimbus, vol. 1), Emilia Fadini (Stradivarius), Skip Sempé (2007, Paradizo). Johannes Maria Bogner l'a enregistrée sur un clavicorde Thomas Vincent Glück d'après Cristofori (2015, Colophon/Fra Bernardo) et Teodoro Anzellotti à l'accordéon (2001, Winter & Winter).

## Sources
: document utilisé comme source pour la rédaction de cet article.
- Ralph Kirkpatrick (trad. de l'anglais par Dennis Collins), Domenico Scarlatti, Paris, Lattès, coll. « Musique et Musiciens », 1982 (1re éd. 1953 (en)), 493 p. (OCLC 954954205, BNF 34689181).
- Alain de Chambure, « Domenico Scarlatti : Intégrale des sonates — Scott Ross », p. 185, Erato (2564-62092-2), 1985 (OCLC 891183737) .
- (en) W. Dean Sutcliffe, The Keyboard Sonatas of Domenico Scarlatti and Eighteenth-Century Musical Style, Cambridge / New York, Cambridge University Press, 2008, xi-400 (ISBN 978-0-521-07122-2, OCLC 1005658462, BNF 42017486), p. 18 sqq.
- (en) Carlo Grante, « Domenico Scarlatti, intégrale des sonates pour clavier (vol. 2) », Music & Arts (CD-1291), 2009 (OCLC 840087257) .